# Daniel Boone
 (avril 2023).
La mise en forme du texte ne suit pas les recommandations de Wikipédia : il faut le « wikifier ».
Les points d'amélioration suivants sont les cas les plus fréquents. Le détail des points à revoir est peut-être précisé sur la page de discussion.
- Les titres sont pré-formatés par le logiciel. Ils ne sont ni en capitales, ni en gras.
- Le texte ne doit pas être écrit en capitales (les noms de famille non plus), ni en gras, ni en italique, ni en « petit »…
- Le gras n'est utilisé que pour surligner le titre de l'article dans l'introduction, une seule fois.
- L'italique est rarement utilisé : mots en langue étrangère, titres d'œuvres, noms de bateaux, etc.
- Les citations ne sont pas en italique mais en corps de texte normal. Elles sont entourées par des guillemets français : « et ».
- Les listes à puces sont à éviter, des paragraphes rédigés étant largement préférés. Les tableaux sont à réserver à la présentation de données structurées (résultats, etc.).
- Les appels de note de bas de page (petits chiffres en exposant, introduits par l'outil «  Source ») sont à placer entre la fin de phrase et le point final[comme ça].
- Les liens internes (vers d'autres articles de Wikipédia) sont à choisir avec parcimonie. Créez des liens vers des articles approfondissant le sujet. Les termes génériques sans rapport avec le sujet sont à éviter, ainsi que les répétitions de liens vers un même terme.
- Les liens externes sont à placer uniquement dans une section « Liens externes », à la fin de l'article. Ces liens sont à choisir avec parcimonie suivant les règles définies. Si un lien sert de source à l'article, son insertion dans le texte est à faire par les notes de bas de page.
- La présentation des références doit suivre les conventions bibliographiques. Il est recommandé d'utiliser les modèles {{Ouvrage}}, {{Chapitre}}, {{Article}}, {{Lien web}} et/ou {{Bibliographie}}. Le mode d'édition visuel peut mettre en forme automatiquement les références.
- Insérer une infobox (cadre d'informations à droite) n'est pas obligatoire pour parachever la mise en page.

Pour une aide détaillée, merci de consulter Aide:Wikification.
Si vous pensez que ces points ont été résolus, vous pouvez retirer ce bandeau et améliorer la mise en forme d'un autre article.
Pour les articles homonymes, voir Daniel Boone (homonymie) et Boone.
Daniel Boone, né le 2 novembre 1734 à Birdsboro (Pennsylvanie) et mort le 26 septembre 1820 à Defiance (Missouri), est un explorateur américain, pionnier de la colonisation de l'Amérique du Nord, dont les exploits sur « la Frontière » en firent l'un des héros populaires du folklore des États-Unis. Boone est célèbre pour l'exploration et la colonisation de ce qui est devenu le Kentucky, alors au-delà des limites occidentales des Treize colonies. Cette région appartenait « légalement » à la France (la grande Louisiane faisait partie de la Nouvelle-France ; mais les « droits » français furent abandonnés à la Couronne britannique par la cession de la grande Louisiane par le traité de Paris de 1763), et historiquement aux tribus amérindiennes.
Il explora les territoires correspondant aux États actuels du Tennessee et surtout du Kentucky, situés entre les Treize colonies et la colonie française de Louisiane. Il explora ainsi vers l'ouest des pistes nouvelles, ouvrant la voie à la progression de nombreux colons qu'il guida et défendit contre les attaques des Amérindiens. En dépit de la résistance des tribus comme celle des Chaouanons, Boone créa la Wilderness Road à travers le Cumberland Gap dans les Appalaches afin de relier la Caroline du Nord et le Kentucky. Il y fonda le village de Boonesborough, l'une des premières implantations anglophones à l'ouest des Appalaches. Avant la fin du XVIIIe siècle, plus de 200 000 Européens migrèrent dans le Kentucky et la Virginie en suivant la voie tracée par Boone.
Daniel Boone fut un officier de la milice américaine lors de la guerre d'indépendance des États-Unis (1775-1782) ; dans le Kentucky la guerre opposa principalement les colons européens et les Amérindiens soutenus par le Royaume-Uni. Boone fut capturé par des guerriers chaouanons en 1778, qui finirent par l'adopter dans leur tribu. Par la suite, il quitta les Amérindiens et retourna à Boonesborough pour aider à la défense des villages européens dans le Kentucky et la Virginie.
Boone fut élu pour le premier de ses trois mandats à l'Assemblée législative de Virginie lors de la guerre d'indépendance et combattit lors de la bataille de Blue Licks en 1782. Cette bataille fut l'une des dernières du conflit car elle eut lieu après la capitulation de Charles Cornwallis face à George Washington en octobre 1781.
Après la guerre, Daniel Boone travailla en tant que topographe et marchand, mais il s'endetta lourdement en spéculant sur les terrains dans le Kentucky. Frustré par tous les problèmes légaux liés à ses affaires foncières, Boone émigra en 1799 vers le Missouri oriental où il passa les deux dernières décennies de sa vie. Boone reste une figure iconique de l'histoire américaine. Il était déjà une légende de son vivant essentiellement grâce à un compte-rendu de ses aventures publié en 1784 qui le rendit célèbre en Amérique et en Europe. Après sa mort, il fut l'objet de nombreux récits héroïques et de travaux de fiction. Ses aventures réelles et légendaires influencèrent l'archétype du héros dans le folklore américain et la mythologie épique de Boone éclipse souvent les détails historiques de sa vie.

## Jeunesse
Daniel Boone était d'ascendance anglaise et galloise. Comme le calendrier grégorien fut adopté en 1752 durant sa vie, sa date de naissance est souvent fixée au 2 novembre 1734 dans le nouveau calendrier, même si Boone continua d'utiliser la date du 22 octobre. La famille de Daniel appartenait à la Société religieuse des Amis (quakers) et était persécutée en Angleterre pour ses croyances hétérodoxes. Son père, Squire Maugridge Boone I (1696-1765) émigra de la petite ville de Bradninch dans le Devon (près d'Exeter) en Pennsylvanie en 1713 pour rejoindre la colonie des dissidents dirigée par William Penn. Les parents de Squire Maugridge Boone I suivirent leur fils en Pennsylvanie en 1717. En 1720, Squire Maugridge, qui travaillait essentiellement comme forgeron et tisserand, épousa Sarah Morgan (1700-1777). La famille de Sarah était des quakers du Pays de Galles qui s'étaient initialement installés à Towamencin en Pennsylvanie en 1708. En 1731, les Boone déménagèrent dans la vallée d'Oley près de l'actuelle ville de Reading. Ils y construisirent une cabane de rondins qui existe encore aujourd'hui. Daniel y naquit dans une famille comptant alors déjà plusieurs enfants.
Daniel passa ses premières années dans ce qui était la frontière occidentale de la Pennsylvanie. Il y avait de nombreux villages amérindiens alentour. Les quakers étaient généralement pacifiques et entretenaient de bonnes relations avec eux mais la forte croissance de la population blanche poussa de nombreux Amérindiens à se déplacer vers l'ouest. Boone reçut son premier fusil à l'âge de 12 ans, et il apprit à chasser avec les Européens et les Amérindiens. Le folklore américain insiste souvent sur l'habileté de Boone à la chasse. Dans une histoire, le jeune Boone chassait dans les bois avec d'autres garçons quand le cri d'un puma entraîna la fuite des jeunes à l'exception de Boone. Il arma calmement son fusil et tira une balle dans le cœur du félin alors qu'il lui sautait dessus. Comme beaucoup d'autres histoires sur Boone, la véracité de ce récit n'est pas parfaitement établie, mais il fut si souvent répété qu'il devint une partie de l'image populaire de l'homme.
Dans la jeunesse de Daniel Boone, sa famille devint une source de débat au sein de la communauté quaker qui s'était établie dans ce qui est maintenant le comté de Montgomery en Pennsylvanie. En 1742, les parents de Daniel Boone durent s'excuser publiquement après le mariage de leur fille aînée Sarah avec John Wilcockson, qui n'était pas un quaker. Ces excuses étaient garanties par le fait que le couple s'était « tenu compagnie », et était donc considéré comme « marié sans l'assistance du clergé. » Lorsque le fils aîné de Squire Maugridge Boone I, Israel, épousa aussi une non-quaker en 1747, Squire se rangea du côté de son fils, et fut expulsé de la communauté. C'est peut-être à cause de cette controverse que Squire Maugridge Boone I vendit ses terres en 1750, et déménagea en Caroline du Nord. Daniel Boone n'assistait pas aux offices religieux, même s'il se considérait comme chrétien, et il fit baptiser ses onze enfants. Les Boone s'installèrent finalement le long de la rivière Yadkin, dans ce qui est aujourd'hui le comté de Davie, à environ 3 km à l'ouest de Mocksville.
Comme il passa beaucoup de temps à chasser durant sa jeunesse, Boone ne reçut que peu d'éducation. Selon la tradition familiale, un enseignant avait une fois exprimé ses inquiétudes sur l'éducation de Boone, mais son père ne s'en inquiétait pas, et déclara « Laissez les filles faire l'orthographe, et Dan, la chasse... ». Boone fut éduqué par des membres de sa famille, mais l'historien John M. Faragher rappelle que l'image de Boone comme étant semi-analphabète est trompeuse, car Boone « acquit un niveau d'alphabétisation du niveau de la plupart des hommes de l'époque. » Boone emportait régulièrement des livres avec lui lors de ses expéditions de chasse, la Bible et Les Voyages de Gulliver étaient ses favoris. Il était souvent la seule personne sachant lire et écrire dans les groupes de pionniers et il lui arrivait de lire des passages à ses compagnons autour du feu de camp.

## Chasseur, époux et soldat
En tant que jeune homme, Daniel Boone servit dans l'armée britannique durant la guerre de la Conquête (1754-1763) pour le contrôle des terres à l'ouest des Appalaches. En 1755, il était conducteur de chariot lors d'une tentative du général Edward Braddock pour chasser les Français du territoire de l'Ohio (partie de la Louisiane du Nord ou Pays des Illinois, dans la Nouvelle-France) mais l'expédition Braddock prit fin à la bataille de la Monongahela. Boone rentra chez lui après la défaite et le 14 aout 1756, il épousa Rebecca Bryan (1739-1813), une voisine de la vallée de la Yadkin. Le couple s'installa dans une cabane en bois sur la propriété du père de Boone.
En 1759, un conflit éclata entre les colons européens et les Cherokees, leurs anciens alliés dans la guerre contre les Français. Après l'attaque de la vallée de la Yadkin par les Cherokees, de nombreuses familles, dont les Boone, se réfugièrent dans le comté de Culpeper en Virginie. Daniel Boone servit dans la milice de Caroline du Nord durant la guerre contre les Cherokees, et ses expéditions loin dans le territoire amérindien au-delà des Blue Ridge Mountains le séparèrent de son épouse durant deux ans.
Il aidait sa famille en vendant le produit de ses chasses. Presque tous les automnes, Boone réalisait une long hunt (longue chasse), qui était une longue expédition dans les étendues sauvages qui pouvait durer plusieurs semaines ou plusieurs mois. Boone partait chasser seul ou avec un petit groupe et ramenait plusieurs centaines de peaux de cerf à l'automne avant d'aller piéger le castor durant l'hiver. La chasse se réalisait le long du réseau de migration des bisons. Les chasseurs revenaient au printemps et vendaient leurs prises aux commerçants.
Les pionniers gravaient souvent des messages sur les arbres ou écrivaient leurs noms sur les parois des grottes, et le nom de Boone ou ses initiales ont été trouvés dans de nombreux lieux. L'une des inscriptions les plus célèbres se trouvait sur un arbre de l'actuel comté de Washington et il était écrit "D. Boon Cilled a. Bar [killed a bear, « a tué un ours »] à cet arbre l'année 1760". Une gravure similaire est conservée au musée de la Filson Historical Society à Louisville et lit "D. Boon Kilt a Bar, 1803". Cependant comme Boone écrivait son nom avec un "e" final ces inscriptions peuvent être fausses, dans une longue tradition de fausses reliques de Boone.
En 1762, Daniel Boone, son épouse et quatre enfants retournèrent dans la vallée de la Yadkin. Au milieu des années 1760, la paix avec les Cherokees revint et l'immigration dans la région augmenta ; Boone commença à chercher un nouvel endroit où s'établir car la pression démographique réduisait le gibier disponible. Cela faisait que Boone avait des difficultés pour joindre les deux bouts et il fut souvent accusé de ne pas payer ses dettes ; il vendit donc ses terres pour rembourser ses créditeurs. Après la mort de son père en 1765, Boone se rendit avec son frère Squire Boone II et un groupe d'hommes en Floride occidentale, qui était devenu un territoire britannique (et non plus français, partie de la Basse-Louisiane) à la fin de la guerre, pour étudier les possibilités d'implantation. Selon une histoire familiale, Boone acheta des terres près de Pensacola mais Rebecca refusa de s'installer aussi loin de ses amis et de sa famille. Les Boone s'implantèrent dans une région encore plus reculée de la vallée de la Yadkin et Boone commença à chasser à l'est des Blue Ridge Mountains.

## Kentucky

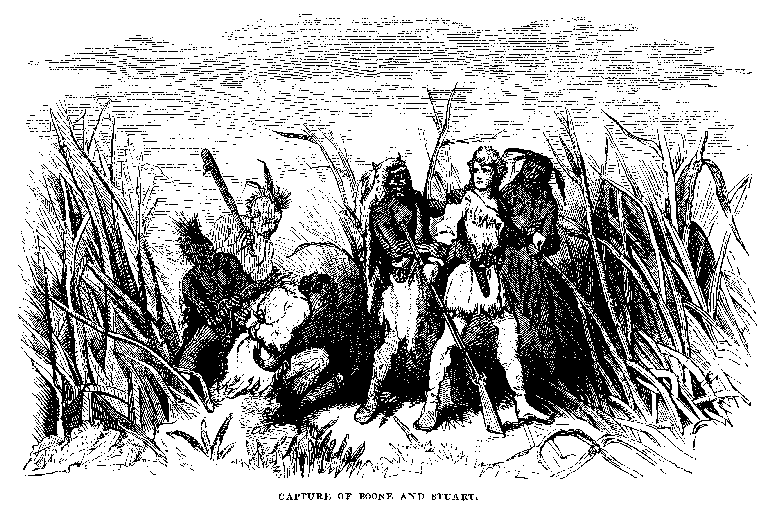
Capture de Boone et de Stuart tirée de Life and Times of Col. Daniel Boone par Cecil B. Hartley (1859)

En 1764, il rencontre John Finley, le premier à avoir exploré le Kentucky qui l'engage à y entreprendre d'autres expéditions. Boone atteignit le Kentucky pour la première fois à l'automne 1767 lors d'une long hunt avec son frère Squire Boone II. Alors qu'il participait à l'expédition Braddock plusieurs années auparavant, Boone avait entendu parler des terres fertiles et du gibier abondant du Kentucky par un autre conducteur de wagon, John Finley qui avait visité le Kentucky pour commercer avec les Amérindiens. Les deux hommes se revirent, et Finley encouragea Boone avec de nouvelles histoires sur le Kentucky. Au même moment, les Iroquois abandonnèrent leurs revendications sur le Kentucky aux Britanniques lors du traité de Fort Stanwix. Cela, et l'instabilité en Caroline du Nord liée à la guerre de la régulation, poussa Boone à poursuivre ses explorations.
Le 1er mai 1769, Daniel Boone commença une expédition de chasse de deux ans dans le Kentucky. Le 22 décembre 1769, lui et un autre chasseur furent capturés par les Chaouanons qui confisquèrent toutes leurs peaux et leur dirent de partir et de ne jamais revenir. Les Chaouanons n'avaient pas signé le traité de Fort Stanwix et comme ils voyaient le Kentucky comme leur terrain de chasse, ils considéraient que tous les chasseurs blancs étaient des braconniers. Boone continua cependant à chasser et à explorer le Kentucky jusqu'à son retour en Caroline du Nord en 1771 et il y retourna à l'automne 1772.

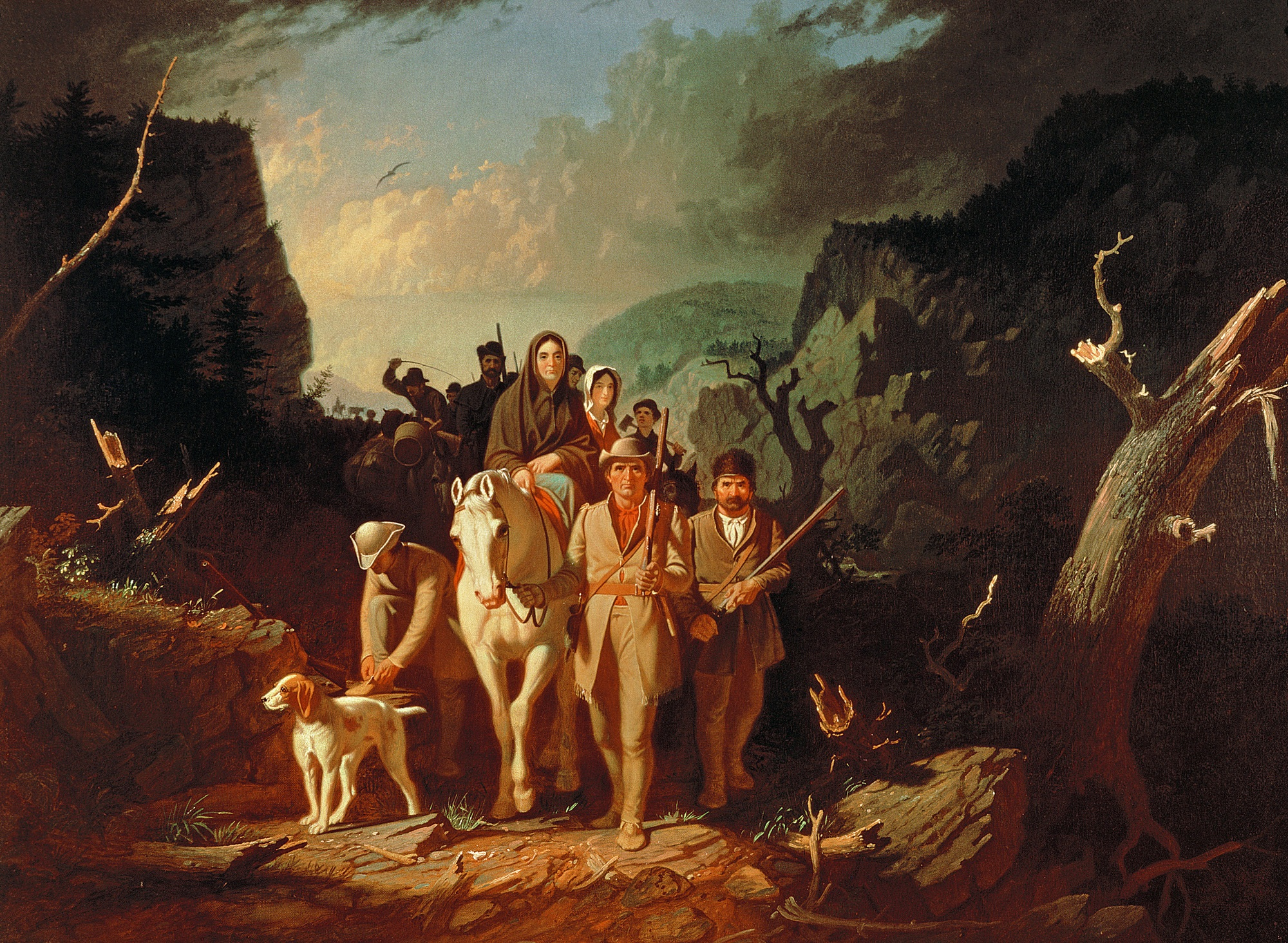
Célèbre représentation de Boone réalisée par George Caleb Bingham appelée Daniel Boone escortant les colons à travers le Cumberland Gap (1851–52).

Le 25 septembre 1773, Daniel Boone et sa famille rejoignirent un groupe d'environ 50 colons qui représentaient la première tentative britannique pour s'établir dans le Kentucky. Boone était toujours un obscur trappeur, et le chef de l'expédition était William Russel, un Virginien bien connu et le futur beau-frère de Patrick Henry. Le 9 octobre, le fils aîné de Boone, James, et un petit groupe d'hommes qui avaient quitté le convoi pour chercher du ravitaillement furent attaqués par des Lenapes, des Chaouanons et des Cherokees. À la suite du traité de Fort Stanwix, les Amérindiens de la région avaient débattu sur la réponse à faire à l'afflux de colons. Ce groupe indigène avait décidé, selon les mots de l'historien John Mack, « d'envoyer un message signifiant leur opposition à la colonisation ». James Boone et Henry, le fils de William Russel furent torturés et exécutés. La brutalité des meurtres fut un choc et l'expédition fit demi-tour.
Le massacre fut l'un des premiers événements de la guerre de Dunmore qui opposa la Virginie et les tribus chaouanons de l'actuel Ohio pour le contrôle de la Virginie et du Kentucky. À l'été 1774, Boone se porta volontaire avec un compagnon pour avertir les arpenteurs du Kentucky que la guerre avait commencé. Les deux hommes parcoururent plus de 1 300 km en deux mois pour alerter ceux qui n'avaient pas encore quitté la région. À son retour en Virginie, Boone aida à défendre les implantations le long de la rivière Clinch et reçut le grade de capitaine dans la milice ainsi que les félicitations des habitants. Après une brève guerre, qui déboucha sur la victoire des colons lors de la bataille de Point Pleasant en octobre 1774 à la suite de laquelle les Chaouanons abandonnèrent leurs revendications sur le Kentucky.

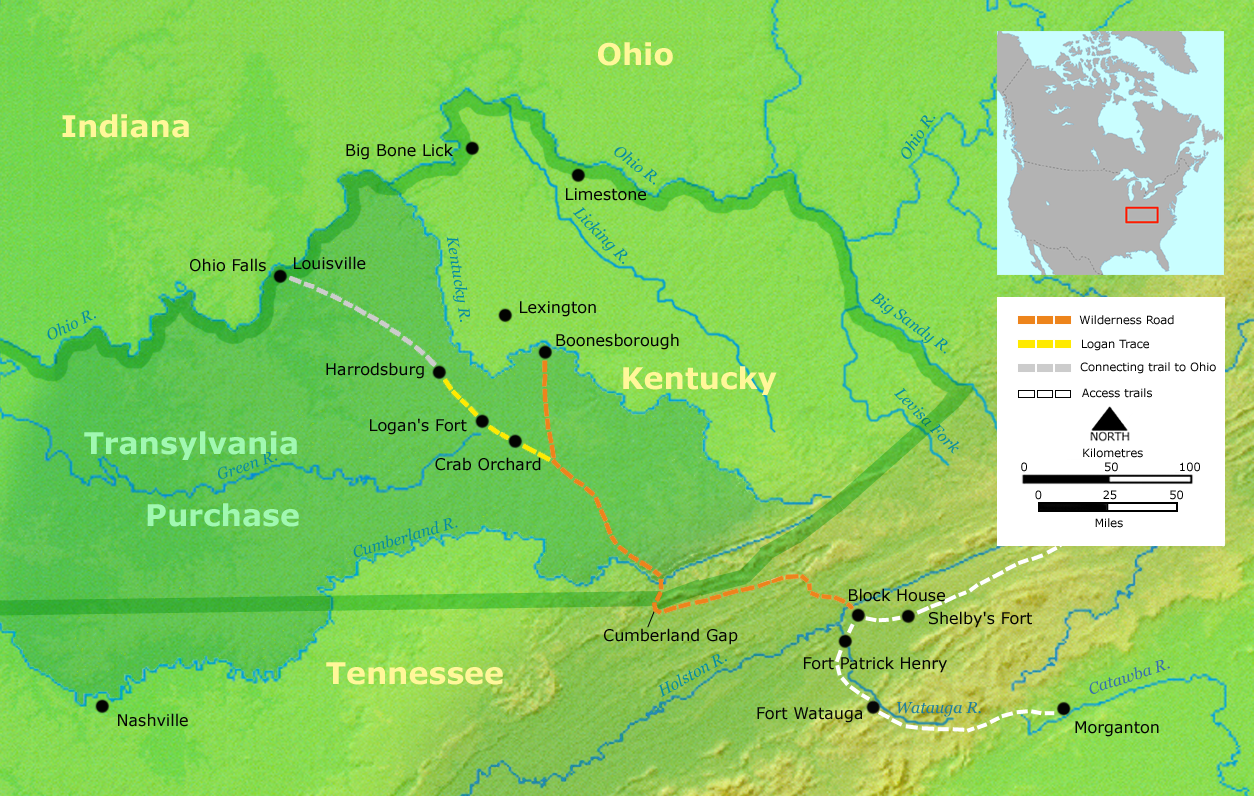
La Wilderness Road via la trouée de Cumberland en 1785.

À la suite de la guerre de Dunmore, Richard Henderson, un influent juge de Caroline du Nord, engagea Daniel Boone pour qu'il se rende dans les villages Cherokees de l'actuelle Caroline du Nord et du Tennessee pour les informer d'une rencontre. Dans le traité de 1775, Henderson acheta les territoires Cherokees du Kentucky pour y établir une colonie appelée Transylvanie. Ensuite, Henderson engagea Boone pour baliser ce qui deviendra la Wilderness Road qui traversait le Cumberland Gap jusqu'au centre du Kentucky. Avec un groupe d'environ trente personnes, Boone ouvrit un chemin vers la rivière Kentucky où il fonda la ville de Boonesborough. Une autre implantation, Harrodsburg, fut également créée à cette période. Malgré les attaques amérindiennes occasionnelles, Boone retourna dans la vallée de la Clinch et amena sa famille et d'autres colons à Boonesborough, le 8 septembre 1775.

## Révolution américaine
La violence dans le Kentucky augmenta avec le début de la guerre d'indépendance des États-Unis (1775-1783). Les Amérindiens mécontents de la perte du Kentucky lors des traités virent la guerre comme une occasion de chasser les colons. Les colons isolés et les chasseurs devinrent les cibles des attaques et beaucoup d'entre eux quittèrent le Kentucky. À la fin du printemps 1776, moins de 200 colons restaient au Kentucky, principalement dans les forts de Boonesborough, Harrodsburg et de Logan's Station.

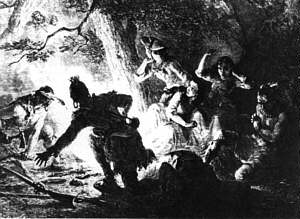
Illustration de 1877 intitulée Le Sauvetage de Jemima Boone et de Betsey et Fanny Callaway, kidnappées par des Indiens en juillet 1776.

Le 14 juillet 1776, la fille de Boone, Jemima et deux autres adolescentes furent enlevées en dehors de Boonesborough par un groupe d'Amérindiens qui emmenèrent les filles vers le nord dans les villes chaouanons du territoire de l'Ohio. Boone et un groupe d'hommes de Boonesborough les suivirent, et les rattrapèrent deux jours plus tard. Boone et ses hommes débusquèrent les Amérindiens alors qu'ils s'étaient arrêtés pour manger, libérèrent les filles et chassèrent les ravisseurs. L'incident fut romancé par James Fenimore Cooper dans son livre Le Dernier des Mohicans (1826).
En 1777, Henry Hamilton, le lieutenant-gouverneur britannique du Canada commença à recruter des Amérindiens et à organiser des attaques des implantations dans le Kentucky. Le 24 avril, des Chaouanons menés par le chef Blackfish attaquèrent Boonesborough. Une balle toucha Daniel Boone à la jambe, et lui éclata la rotule ; il fut cependant ramené dans le fort.
Alors que Boone récupérait, les Chaouanons poursuivirent leurs attaques en dehors de Boonesborough et détruisirent son bétail et ses récoltes. Les réserves diminuant, les colons avaient besoin de sel pour préserver la viande qu'ils avaient et en janvier 1778, Boone mena une expédition de 30 hommes vers les sources de sel le long de la rivière Licking. Le 7 février 1778, lorsque Boone partit à la chasse, il fut surpris et capturé par des Chaouanons.
Blackfish voulait continuer vers Boonesborough et prendre la ville faiblement défendue mais Boone le convainquit que les femmes et les enfants n'allaient pas survire à un périple durant l'hiver. Au contraire, Boone promit que Boonesborough se rendrait au printemps. Boone n'eut cependant pas l'occasion de prévenir ses hommes qu'il bluffait pour éviter une attaque.

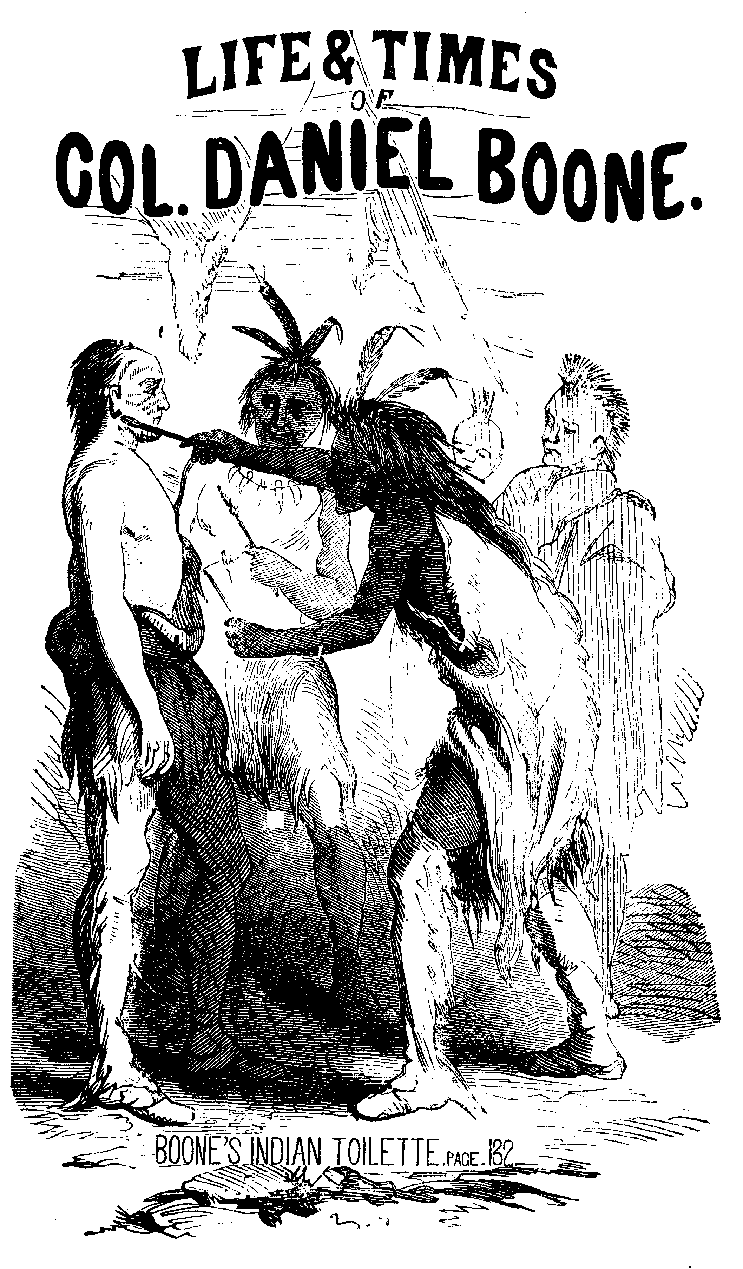
Illustration du rituel d'adoption de Boone par les Chaouanons tirée de Life & Times of Col. Daniel Boone par Cecil B. Hartley (1859)

Boone et ses hommes furent emmenés à Chillicothe, où certains furent adoptés par les Chaouanons selon la tradition afin de remplacer les guerriers morts. D'autres furent emmenés à Hamilton et à Detroit. Boone fut adopté par une famille chaouanon de Chillicothe (peut-être la famille du chef Blackfish), et reçut le nom de Sheltowee (« Grosse Tortue »). Le 16 juin 1778, lorsqu'il apprit que Blackfish était sur le point de retourner à Boonesborough avec de nombreux guerriers, il s'échappa et rentra chez lui en parcourant les 260 km jusqu'à Boonesborough en cinq jours à cheval puis à pied lorsque sa monture était épuisée.
Durant son absence, sa femme ses enfants (à l'exception de Jemima) étaient retournés en Caroline du Nord en présumant qu'il était mort. À son retour à Boonesborough, plusieurs hommes exprimèrent des doutes sur la loyauté de Boone, car il avait semblé vivre confortablement chez les Chaouanons durant plusieurs mois. Boone répondit en menant un raid contre les Chaouanons au-delà de la rivière Ohio et en participant à la défense de Boonesborough assiégé durant dix jours par Blackfish à partir du 7 septembre 1778.
Après le siège, le capitaine Benjamin Logan et le colonel Richard Callaway accusèrent Boone pour ses dernières activités. Lors de la cour martiale qui suivit, Boone fut reconnu "non coupable", et fut même promu lorsque la cour eut entendu son témoignage. Malgré cet acquittement, Boone ressentit la cour martiale comme une humiliation, et il en parlait rarement.
Après le procès, Daniel Boone retourna en Caroline du Nord pour ramener sa famille au Kentucky. À l'automne 1779, un important groupe d'immigrants vint avec lui dont (selon la légende) la famille du grand-père d'Abraham Lincoln. Au lieu de Boonesborough, Boone fonda Boone's Station à proximité. Il commença à gagner de l'argent en vendant des terres aux migrants. Les revendications territoriales pour la Transylvanie avaient été invalidées lors de la création du comté du Kentucky par la Virginie et les colons devaient formuler de nouvelles demandes auprès de la Virginie. En 1780, Boone rassembla 20 000 $ auprès de divers colons et se rendit à Williamsburg pour acheter des droits de propriété. Alors qu'il dormait dans une auberge, l'argent fut volé. Certains colons lui pardonnèrent mais d'autres insistèrent pour qu'il rembourse, ce qu'il mit plusieurs années à faire.
Une image populaire de Boone qui a commencé à apparaître il y a quelques années, le présente comme un habitant de la forêt sans affinités pour la société "civilisée", qui déménageait d'endroits tel Boonesborough lorsqu'ils devenaient "trop peuplés". En réalité, Boone était l'un des citoyens les plus influents du Kentucky à ce moment. Lorsque le Kentucky fut divisé en trois comtés de la Virginie en novembre 1780, Boone fut promu au grade de lieutenant-colonel dans la milice du comté de Fayette. En avril 1781, il fut élu représentant à l'assemblée législative de Virginie qui siégeait à Richmond, et en 1782 il fut élu shérif du comté de Fayette.

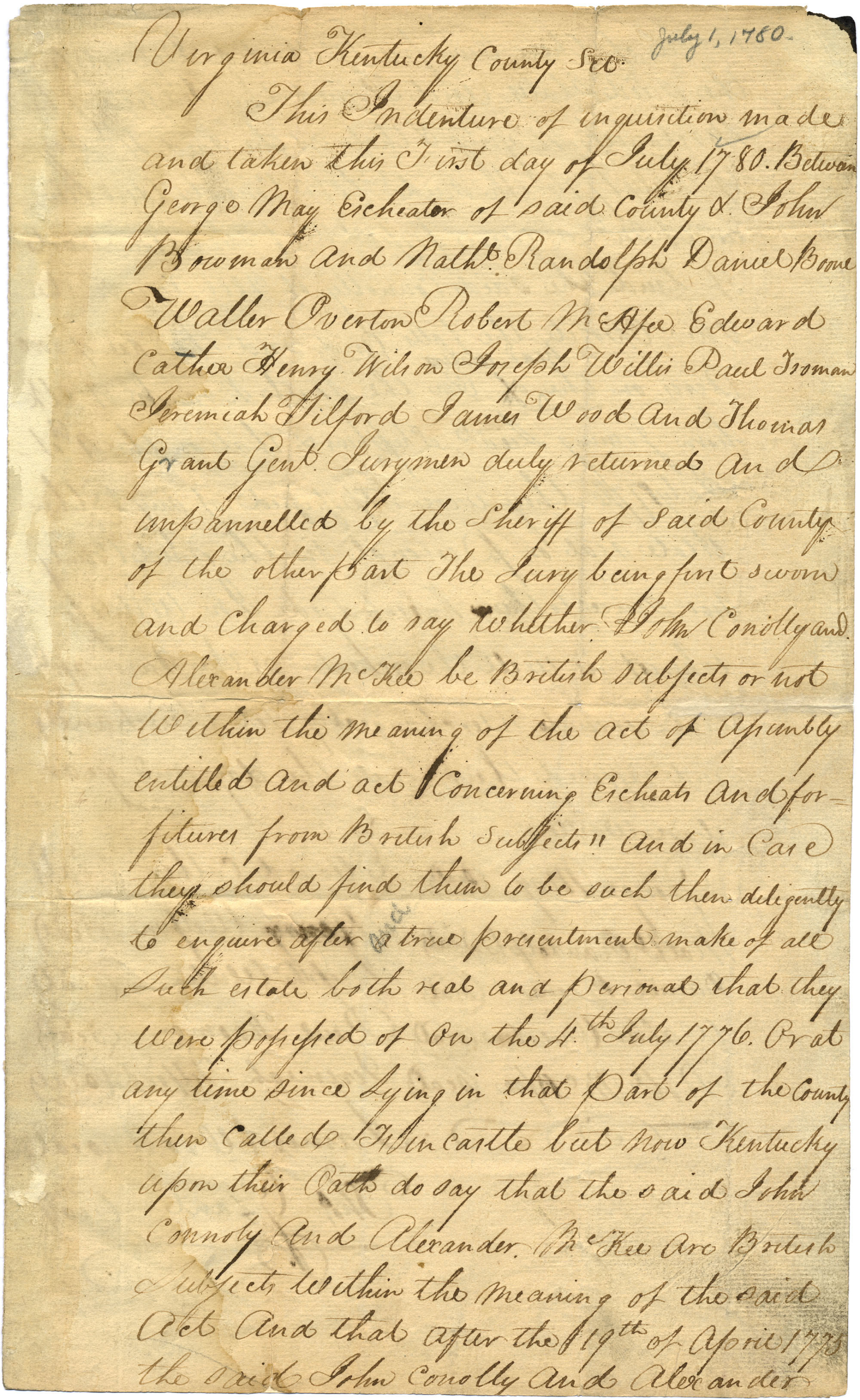
Compte-rendu d'un jury du comté du Kentucky confisquant les terres de deux hommes reconnus comme des citoyens britanniques. Daniel Boone est inscrit comme faisant partie du jury (juillet 1780).

Dans le même temps, la guerre d'indépendance se poursuivait. Daniel Boone participa à l'invasion de l'Ohio menée par le général George Rogers Clark en 1780 et il combattit lors de la bataille de Piqua le 7 aout. En octobre, alors que Boone chassait avec son frère Ned, des Chaouanons leur tirèrent dessus et tuèrent Ned. Pensant apparemment qu'ils avaient tué Daniel Boone, les Chaouanons décapitèrent Ned et ramenèrent sa tête en trophée. En 1781, Boone se rendit à Richmond pour participer à la législature mais des dragons britanniques menés par Banastre Tarleton le capturèrent près de Charlottesville. Les Britanniques libérèrent Boone sur parole quelques jours plus tard. Durant le mandat de Boone, le général Charles Cornwallis capitula à Yorktown en octobre 1781 mais les combats se poursuivirent sans répit dans le Kentucky. Boone y retourna et en août 1782, il participa à la bataille de Blue Licks, où son fils Israël fut tué. En novembre 1782, il prit part à une dernière offensive dans l'Ohio avec le général Clark.

## Commerçant dans l'Ohio
Après la révolution, Daniel Boone s'installa à Limestone (renommé Maysville en 1786) dans le Kentucky, alors un port florissant le long de la rivière Ohio. En 1787, il fut élu à l'assemblée législative de Virginie en tant que représentant du comté de Bourbon. À Maysville, il possédait une taverne et travaillait en tant qu'arpenteur, commerçant à cheval et spéculateur foncier. Il était assez prospère et il possédait sept esclaves en 1787, un nombre assez élevé pour l'époque au Kentucky qui était dominé par de petites fermes plutôt que par des grandes plantations. Boone accéda à une certaine notoriété alors qu'il résidait à Maysville : en 1784, pour son 50e anniversaire, l'historien John Filson publia The Discovery, Settlement And present State of Kentucke, un livre comprenant une chronique des aventures de Boone.
Malgré la fin de la guerre d'indépendance, la guerre de frontière entre les Amérindiens et les colons au nord de la rivière Ohio reprit. En septembre 1786, Boone participa à une expédition militaire dans l'Ohio menée par Benjamin Logan. De retour à Limestone, Boone accueillit des Chaouanons qui avaient été faits prisonniers durant le raid et il aida à négocier une trêve et des échanges de prisonniers. Bien que la guerre indienne du Nord-Ouest s'aggrava et ne se termina pas avant la bataille de Fallen Timbers en 1794, l'expédition de 1786 fut la dernière opération militaire à laquelle participa Boone.
Boone commença à rencontrer des problèmes financiers alors qu'il habitait à Maysville. Selon une image folklorique ultérieure, Boone le pionnier était trop fruste pour la civilisation qui le suivait et qui finit par lui voler ses terres. Bonne n'était cependant pas le simple pionnier de la légende : il se lança dans d'importantes opérations spéculatives en achetant et en revendant des dizaines de milliers d'acres. Le marché foncier du Kentucky était chaotique et l'entreprise de Boone échoua finalement car sa stratégie d'investissement était inadaptée et son sens de l'honneur l'empêchait de profiter de la détresse d'autrui. Selon Faragher, "Boone n'avait pas les instincts impitoyables nécessaires à la spéculation".
Frustré par les problèmes juridiques liés à la spéculation foncière, Boone déménagea à Point Pleasant en Virginie (actuellement en Virginie-Occidentale) en 1788. Il y créa un poste de commerce et travailla occasionnellement en tant qu'assistant arpenteur. En 1791, il fut élu à la législature de la Virginie pour la troisième fois. Il reçut un contrat pour fournir du ravitaillement à la milice de Kanawha mais ses dettes l'empêchèrent d'acheter des biens à crédit ; par conséquent, il ferma son magasin et retourna chasser et piéger.
En 1795, Rebecca et lui revinrent dans le Kentucky dans le comté de Nicholas sur une terre appartenant à son fils Daniel Morgan Boone. L'année suivante, Boone postula une offre d'Isaac Shelby, le premier gouverneur du nouvel État du Kentucky, pour élargir la Wilderness Road et en faire une voie pour chariots, mais le gouverneur ne répondit pas et le contrat fut accordé à un tiers. Dans le même temps, les procès concernant les réclamations foncières continuèrent et les dernières prétentions territoriales de Boone furent vendues pour payer les frais de justice, mais il n'y prêtait plus guère attention. En 1798, un mandat d'arrêt fut émis contre Boone car il avait ignoré une demande de comparution en justice mais le shérif ne le trouva pas. La même année, le Kentucky nomma le comté de Boone en son honneur.

## Missouri

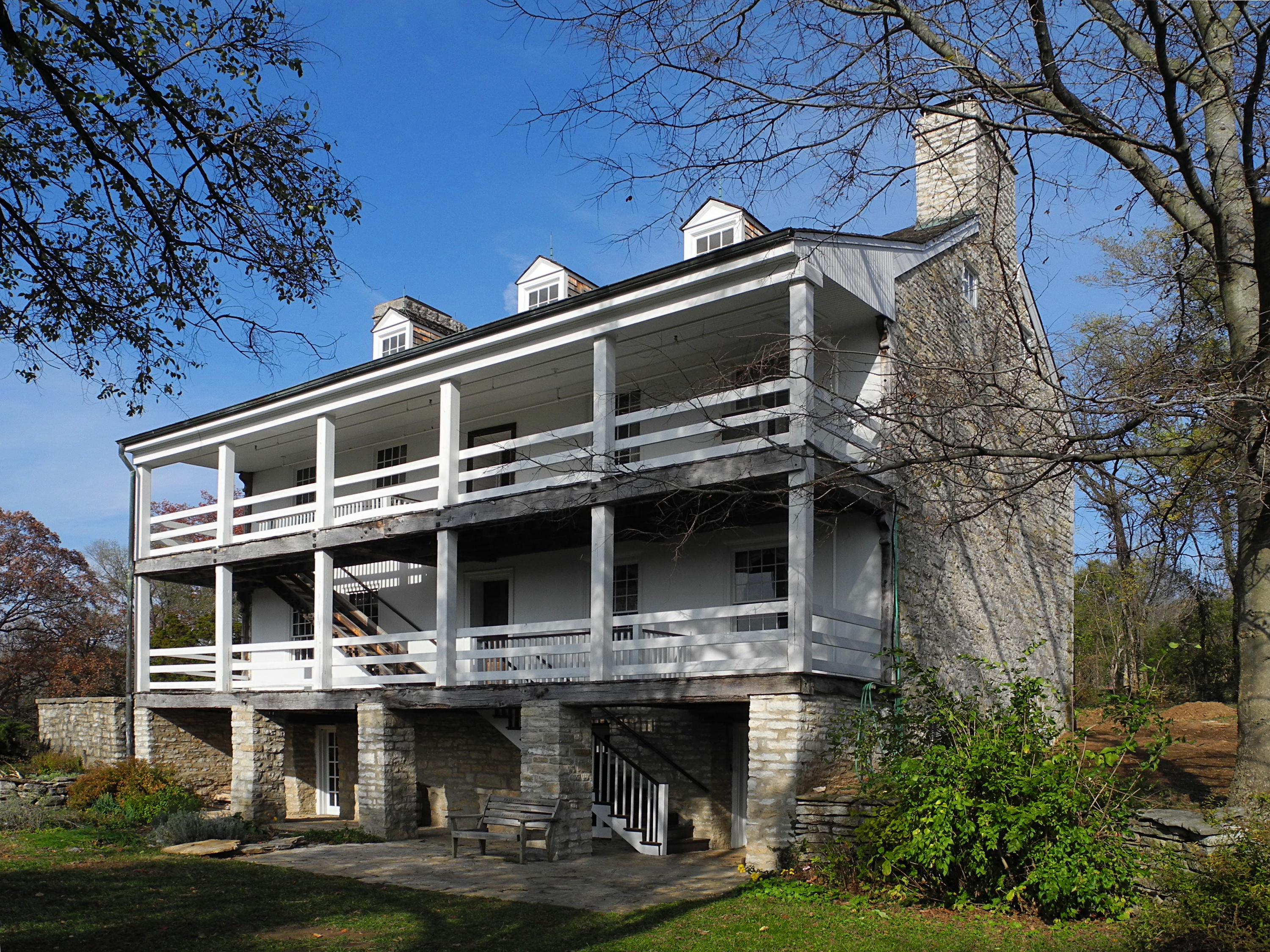
Boone passa la majeure partie de sa fin de vie avec la famille de son fils Nathan dans cette maison de Defiance dans le Missouri.

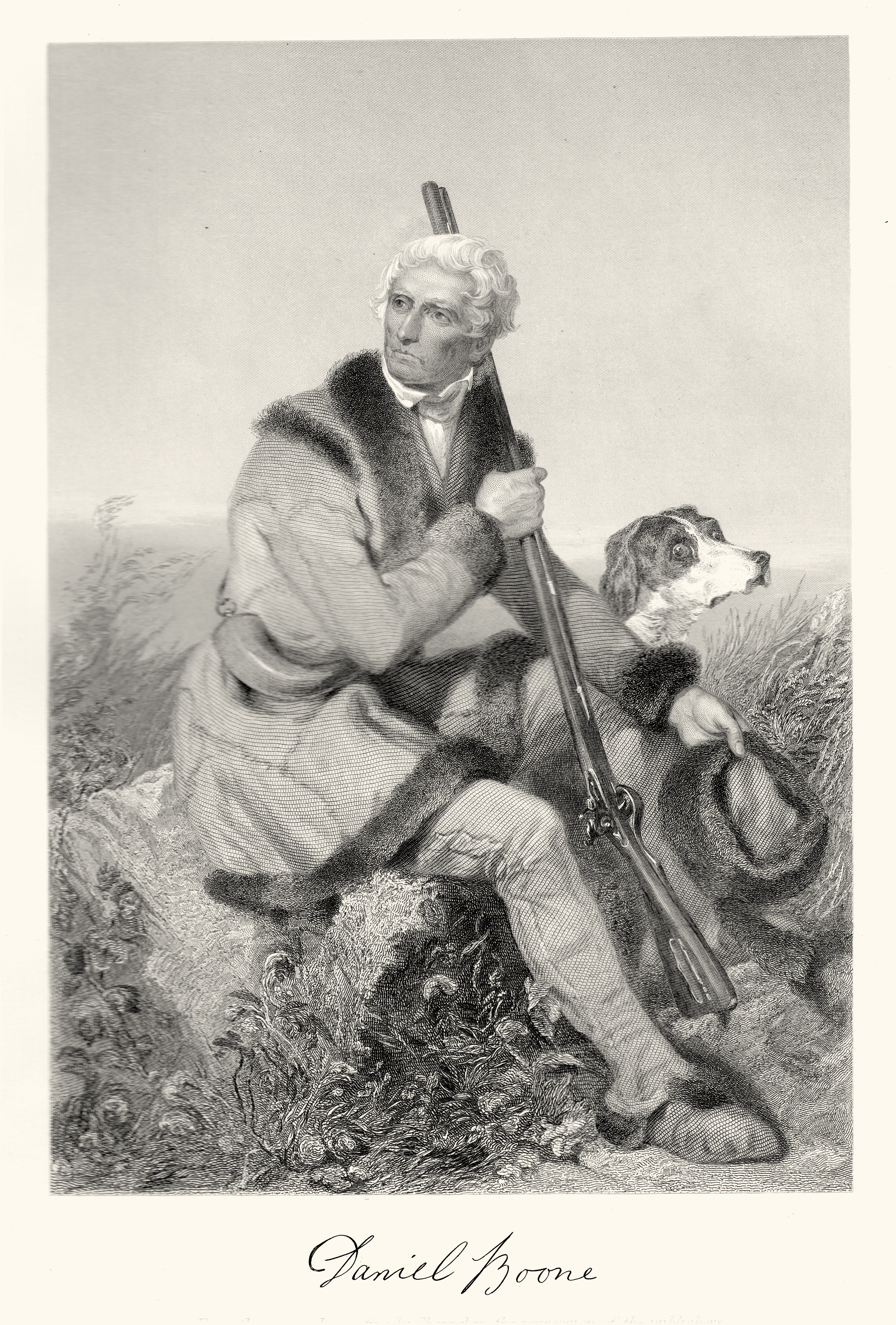
Cette gravure d'Alonzo Chapel (vers 1861) représente Daniel Boone âgé chassant dans le Missouri.

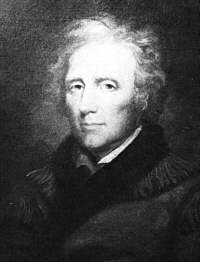
Un portrait de Boone réalisé par John James Audubon.

En 1799, Boone quitta les États-Unis pour une zone frontalière faisant alors partie de la Louisiane espagnole et qui devint finalement l'état du Missouri. Les Espagnols, impatients de promouvoir la colonisation dans cette région très peu peuplée, n'appliquèrent pas les lois imposant que tous les immigrants soient catholiques. Boone, cherchant un nouveau départ, émigra avec la plus grande partie de sa famille dans ce qui est aujourd'hui le comté de Saint Charles. Le gouverneur espagnol nomma Boone « syndic » (juge et jury) et commandant (dirigeant militaire) du district de Femme Osage. Les nombreuses anecdotes de Boone en tant que syndic suggèrent qu'il cherchait à rendre des jugements équilibrés plutôt qu'à appliquer strictement la loi.
Boone servit en tant que syndic et commandant jusqu'en 1804 lorsque la région fut intégrée au sein du Territoire de Louisiane des États-Unis à la suite de la vente de la Louisiane. Comme les terres cédées par le gouvernement espagnol à Boone l'avaient été sur une base orale, il perdit à nouveau ses biens. En 1809, il fit pétition au Congrès pour rétablir les droits fonciers accordés par les Espagnols, ce qui fut finalement fait en 1814. Boone vendit la plupart de ses terres pour rembourser les dettes accumulées au Kentucky. Lorsque la guerre anglo-américaine de 1812 arriva dans le Territoire du Missouri, les fils de Boone, Daniel Morgan et Nathaniel, y participèrent mais Boone était cette fois trop vieux pour servir dans la milice.
Boone passa les dernières années de sa vie dans le Missouri, souvent avec la compagnie de ses enfants et petits-enfants. Il chassait et piégeait aussi souvent que sa santé déclinante lui permettait. Selon une histoire, en 1810 ou plus tard, Boone serait parti dans une "long hunt" vers l'ouest jusqu'à la rivière Yellowstone, un voyage remarquable pour son âge si ce récit était véridique. En 1816, un officier américain de Fort Osage, dans le Missouri, écrivit, « Nous avons été honoré de la visite du Colonel Boon, le premier colon du Kentucky ; il passa ensuite deux semaines avec nous... Il nous quitta pour aller vers la rivière Platt. Le colonel Boon est âgé de 85 ans, mesure 1,65 m bien battis ; il reste vigoureux et bien informé. Il a participé à toutes les guerres américaines d'avant la guerre de Braddock jusqu'à aujourd'hui. » Sa nécrologie, imprimée dans la gazette du Missouri du 3 octobre 1820, indique "à l'âge de 80 ans, en compagnie d'un homme blanc et d'un homme noir, auxquels il avait fait promettre de le ramener mort ou vivant à sa famille, il partit dans une chasse en amont de la rivière Osage, où il chassa avec succès le castor et d'autres gibiers". D'autres récits sur Boone vers cette période rapportent qu'il réalisa une dernière visite dans le Kentucky pour payer ses créditeurs mais certaines de ces histoires pourraient être folkloriques. Le peintre américain John James Audubon rapporta avoir chassé avec Boone dans les bois du Kentucky vers 1810. Plusieurs années après, Aubudon réalisa un portrait de Boone, supposément de mémoire, même si les sceptiques ont noté les similarités avec les portraits bien-connus de Chester Harding. La famille de Boone insiste sur le fait qu'il n'est jamais retourné dans le Kentucky après 1799 bien que certains historiens considèrent qu'il a rendu visite à son frère Squire Boone II près du Kentucky en 1810, et avancent donc que l'histoire d'Aubudon est véridique.

## Mort

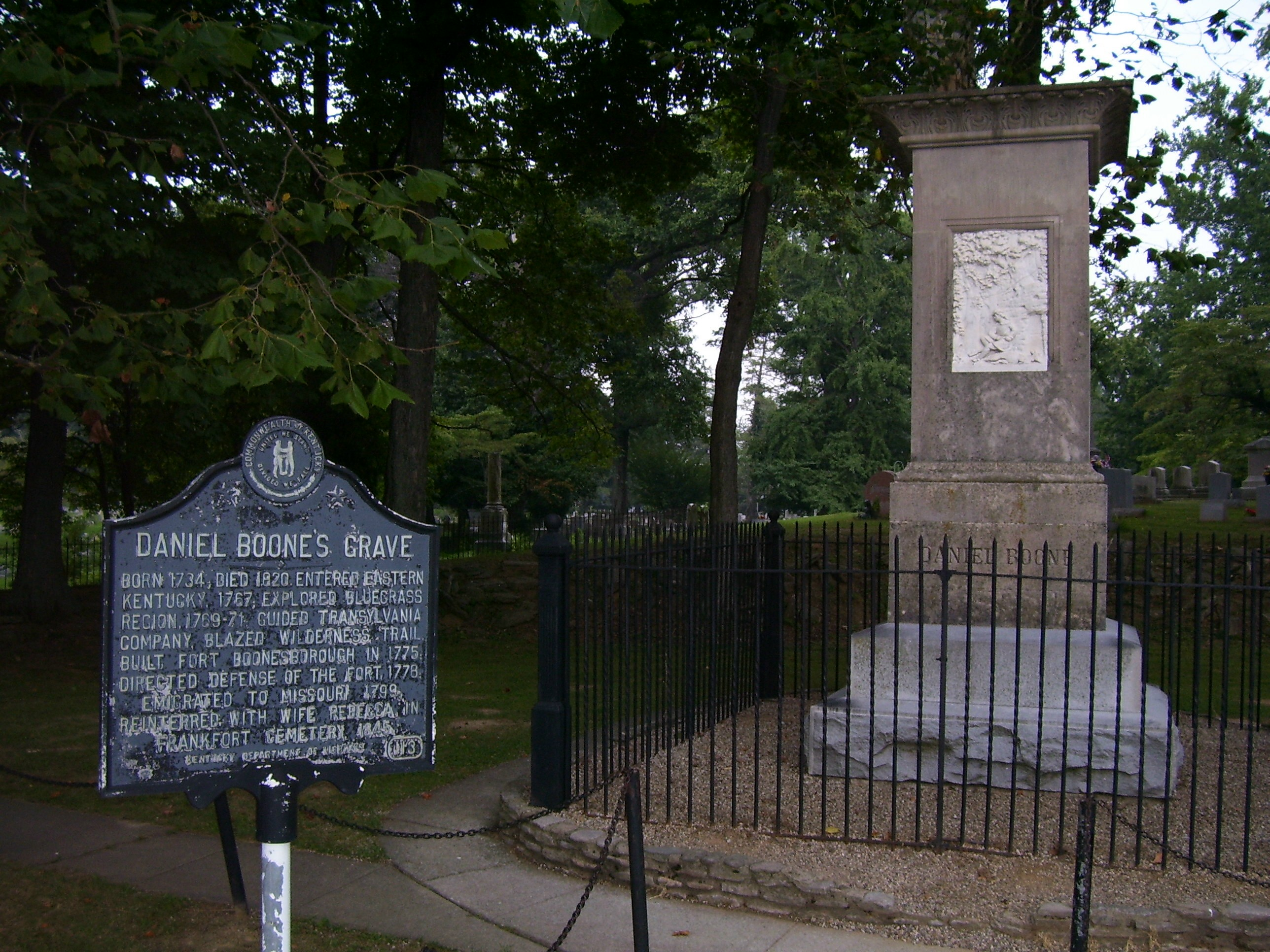
Tombe de Daniel Boone à Frankfort, Kentucky.

Daniel mourut de mort naturelle le 26 septembre 1820 dans la maison de son fils Nathan, à Femme Osage Creek, à l'âge de 85 ans, juste quelques semaines avant son 86e anniversaire. Ses derniers mots furent « Je m'en vais maintenant. Mon heure est venue ». Il fut enterré près de son épouse Rebecca, qui était décédée le 18 mars 1813. Les tombes, qui restèrent anonymes jusqu'au milieu des années 1830, se trouvaient près de la maison de Jemima (Boone) Callaway à Turque Creek, à environ 3 km de l'actuelle ville de Marthasville. En 1845, les Boone auraient été exhumés et ré-enterrés dans un nouveau cimetière à Frankfort dans le Kentucky. Le ressentiment dans le Missouri concernant l'exhumation s'accrut au fil des années et selon une légende, les restes de Daniel Boone n'auraient jamais quitté le Missouri. Selon ce récit, la pierre tombale de Boone aurait été placée au-dessus de la mauvaise tombe par mégarde mais personne n'aurait jamais corrigé l'erreur. Les proches de Boone dans le Missouri mécontents de cette exhumation, autorisèrent les Kentuckiens à exhumer la fausse tombe. Il n'existe aucune preuve contemporaine que cela ce soit réellement passé mais en 1983, une anthropologie judiciaire examina un moulage grossier en plâtre du crâne de Boone réalisé avant son exhumation et annonça qu'il pourrait appartenir à un afro-américain. Des esclaves noirs ont également été enterrés à Tuque Creek et il est donc possible que de faux restes de Boone aient été retirés d'un cimetière bondé. Par conséquent le cimetière de Frankfort, dans le Kentucky, et le cimetière d'Old Bryan Farm, dans le Missouri, prétendent tous deux abriter les restes de Boone.

## Héritage culturel
« De nombreuses actions héroïques et aventures chevaleresques qui me sont associées n'existent que dans les imaginations. Avec moi, le monde a pris de grandes libertés, et pourtant je n'ai été qu'un homme ordinaire. »

— Daniel Boone

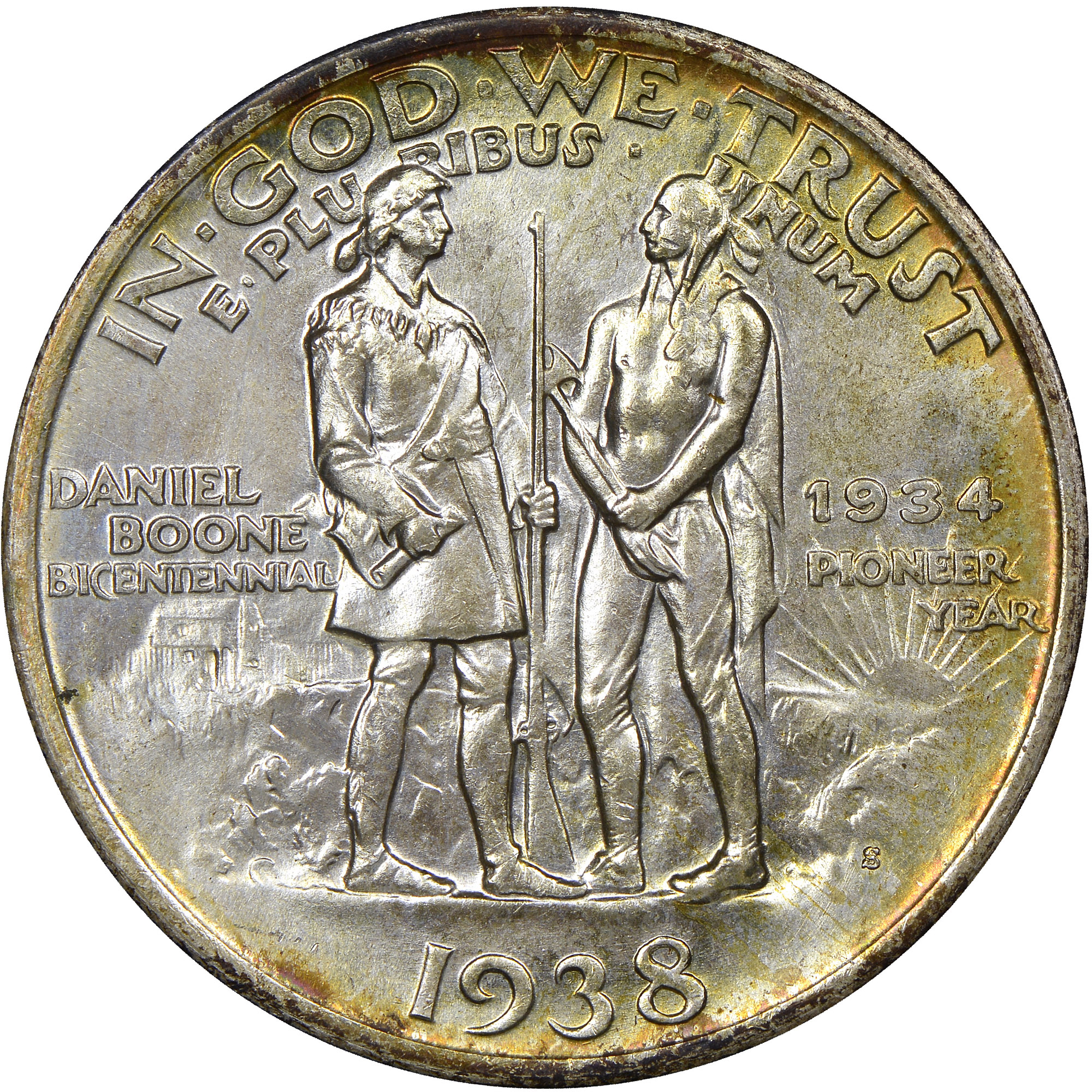
Pièce commémorative d'un demi-dollar frappée de 1934 à 1938 en l'honneur du bicentenaire de la naissance de Boone.

Daniel Boone reste une icône de l'histoire américaine, bien que son statut de premier héros folklorique de l'histoire américaine, puis de sujet d'œuvres de fiction, ait eu tendance à obscurcir les véritables détails de sa vie. Le grand public se souvient de lui comme d'un chasseur, d'un pionnier, d'un combattant des Amérindiens même s'ils ne savent pas vraiment quand il vécut ou ce qu'il fit réellement. De nombreux lieux  ont été nommés en son honneur dont la forêt nationale Daniel Boone, la ville de Boone (Caroline du Nord) et sept comtés dans l'Indiana, la Virginie-Occidentale, le Nebraska, l'Illinois, le Kentucky, le Missouri et l'Arkansas.
Le sous-marin nucléaire américain USS Daniel Boone portait son nom. Ce sous-marin démoli en 1994 faisait partie d'un groupe de 41 submersibles nommés d'après de grands Américains dont l'USS Lewis and Clark pour mentionner deux autres pionniers de l'Ouest.

### Émergence d'une légende
Boone devint une légende en grande partie grâce à The Adventures of Colonel Daniel Boon faisant partie du livre The Discovery, Settlement And present State of Kentucke de John Filson. Publié pour la première fois en 1784, le livre de Filson fut rapidement traduit en français et en allemand et rendit Boone célèbre en Amérique et en Europe. Fondé sur des entretiens avec Boone, ce livre contient une relation à peu près véridique des aventures de Boone depuis l'exploration du Kentucky jusqu'à la révolution américaine. Cependant, comme le véritable Boone était peu loquace, Filson inventa des dialogues philosophiques et colorés à son « autobiographie ». Les éditions ultérieures furent modifiées et certains de ces passages furent supprimés et remplacés par de plus plausibles, mais en fait toujours controuvés. Souvent réimprimé, le livre de Filson installa Boone comme l'un des premiers héros populaires des États-Unis.
Comme John Filson, Timothy Flint interrogea également Boone et son Biographical Memoir of Daniel Boone, the First Settler of Kentucky (1833) devint l'un des best-sellers biographiques du XIXe siècle. Flint embellit largement les aventures de Boone, faisant pour Boone ce que Mason Locke Weems avait fait pour George Washington. Dans le livre de Flint, Boone combat un ours au corps à corps, échappe aux Amérindiens en se balançant de liane en liane (comme le fera Tarzan plus tard) et ainsi de suite. Bien que la famille de Boone ait considéré le livre comme absurde, Flint influença grandement la représentation populaire de Boone car toutes ces histoires furent recyclées dans d'innombrables dime novels et magazines destinés aux jeunes garçons.
Theodore Roosevelt a fondé le Boone and Crockett Club à la fin du XIXe siècle.
Au moins trois célèbres comédiens américains ont revendiqué un lien de parenté avec Daniel Boone : l'acteur et chanteur Pat Boone, Richard Boone (1917-1981) de la série Have Gun–Will Travel et Randy Boone, l'un des acteurs de la série Le Virginien.

### Symbole et stéréotype
Grâce au livre de Filson, en Europe, Boone devint le symbole de l'"homme naturel" qui vit une existence vertueuse et simple dans les étendues sauvages. Cela fut fameusement bien exprimé dans le poème épique Don  Juan (1822) de Lord Byron qui consacrait plusieurs strophes à Boone dont celle-ci :
Parmi les grands noms qui sur nos visages regardent,

Le général Boon, pionnier du Kentucky,

était le plus heureux de tous les mortels où qu'ils soient ;

Pour tuer un ours ou un daim, il

aime les jours solitaires vigoureux et anodin

de sa vieillesse dans les régions sauvages du plus profond labyrinthe.
— Faragher, Daniel Boone, p. 328
Le poème de Byron célébrait Boone comme une personne ayant découvert le bonheur en tournant le dos à la civilisation. De la même manière, de nombreux récits représentent Boone comme un homme ayant migré dans les régions les plus reculées dès que la civilisation se pressait autour de lui. Dans une anecdote classique, lorsqu'on lui demandait pourquoi il déménageait dans le Missouri, Boone répondait « Je veux plus de place pour bouger ! » Boone rejetait cependant une telle interprétation de sa vie. Il déclara plus tard, « Rien ne remplit plus d'amertume mon grand âge que la circulation d'histoires absurdes selon lesquelles je me retirerais au fur et à mesure de l'avancée de la civilisation.... »
Il existe paradoxalement deux images simultanées de Boone, l'une en tant que réfugié de la société et l'autre en tant que pionnier de la civilisation. Boone fut célébré comme un acteur de la Destinée manifeste, un éclaireur qui domptait les étendues sauvages, ouvrant la voie à l'avancée de la civilisation américaine. En 1852, le critique Henry Tuckerman surnomma Boone "le Colomb des bois" comparant le passage de Boone à travers la trouée de Cumberland au voyage de Christophe Colomb vers le Nouveau Monde. Dans la mythologie populaire, Boone fut le premier à explorer et à s'implanter dans le Kentucky, ouvrant la voie à beaucoup d'autres. En réalité, d'autres Américains avaient exploré et colonisé le Kentucky avant Boone comme des recherches du XXe siècle l'ont montré mais Boone vint à tous les symboliser, faisant de lui ce que l'historien Michael Lofaro appela "le père fondateur de l'expansion vers l'ouest".

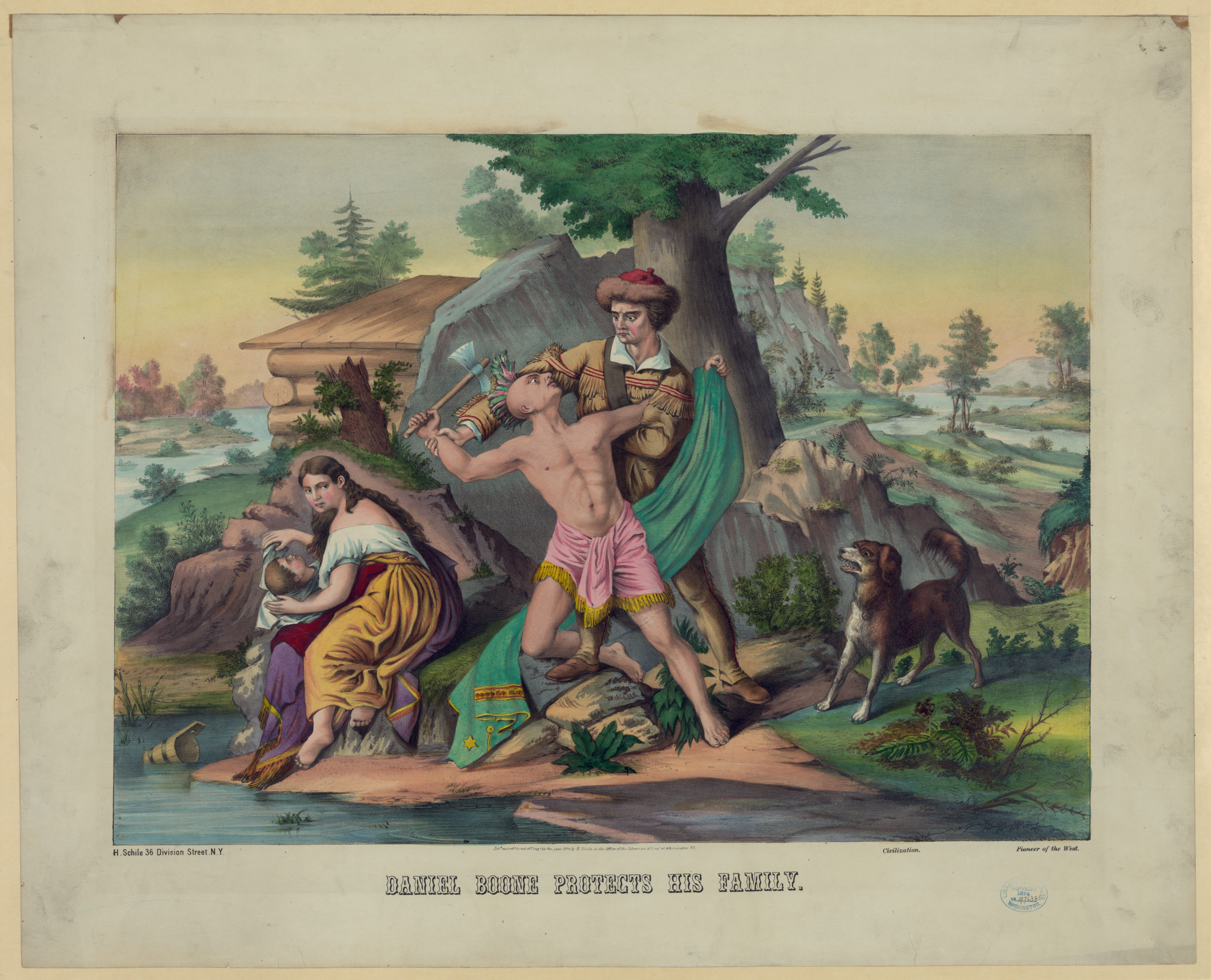
Cette lithographie de 1874 intitulée "Daniel Boone protège sa famille" est une image représentative de Boone comme un combattant des Amérindiens.

Au XIXe siècle, lorsque les Amérindiens étaient chassés de leurs terres et confinés dans des réserves, l'image de Boone fut souvent redessinée suivant le stéréotype du combattant, le pionnier anti-Amérindiens qui était alors populaire. Dans le livre Sketches of Western Adventure (1832) de John A. McClung, par exemple, Boone fut représenté en nostalgique de l'"excitation palpitante de la guerre sauvage". Boone fut transformé dans l'imaginaire populaire en un colon qui considérait les Amérindiens avec mépris et avait tué des douzaines de "sauvages". Le véritable Boone n'aimait cependant pas le sang. Selon l'historien John Bakeless, il n'y a aucune preuve que Boone ait jamais scalpé un Amérindien, à la différence des autres pionniers de l'époque. Boone déclara une fois à son fils Nathan qu'il était certain d'avoir tué seulement un Amérindien lors de la bataille de Blue Licks mais il pensait que d'autres auraient pu mourir de ses balles dans d'autres batailles. Même si Boone avait perdu deux fils dans les guerres contre les Amérindiens, il les respectait et était respecté par eux. Dans le Missouri, Boone chassait souvent avec les mêmes Chaouanons qui l'avaient capturé et adopté plusieurs décennies auparavant. Certains écrivains du XIXe siècle considéraient la sympathie de Boone pour les Amérindiens comme une faiblesse de caractère et par conséquent altéraient ses paroles pour satisfaire les attitudes contemporaines.

### Fiction et cinéma
Les aventures de Boone, réelles ou mythiques, forment la base de l'archétype du héros de l'ouest américain, populaire dans les nouvelles du XIXe siècle et dans les films du XXe siècle. Le principal personnage d'Histoires de Bas-de-Cuir de James Fenimore Cooper, dont le premier tome fut publié en 1823, présente des ressemblances troublantes avec Boone ; même son nom, Nathaniel Bumppo fait écho au nom de Boone. Comme mentionné précédemment, Le Dernier des Mohicans (1826), le deuxième roman de Cooper, présente une version romancée du sauvetage par Boone de sa fille. Après Cooper, d'autres écrivains développèrent le héros de l'ouest, une figure iconique qui commença comme une variation de Daniel Boone.
Au XXe siècle, Boone fut représenté dans de nombreuses bandes dessinées, programmes de radio et films, où l'accent était habituellement mis sur l'action et le mélodrame plutôt que sur la vérité historique. Ces derniers ont probablement été oubliés aujourd'hui mais le plus notable est le film Daniel Boone de 1936 avec George O'Brien jouant le rôle principal.

### Télévision
Les audiences des années du baby boom sont plus familières avec la série télévisée Daniel Boone diffusée de 1964 à 1970. Dans la musique du générique, Boone est décrit comme un « homme important » portant une casquette en peau de raton-laveur mais le véritable Daniel Boone n'a jamais porté un tel couvre-chef. Boone fut représenté de cette façon car Fess Parker, le grand acteur qui jouait Boone, était essentiellement connu pour son rôle de Davy Crockett dans la série éponyme. Que Boone puisse être représenté comme Davy Crockett, autre pionnier américain, mais doté d'une personnalité très différente, témoigne de la propension des Américains à modifier l'image de Boone pour l'adapter aux goûts populaires. Le comique français Dany Boon tire son nom de cette série télévisée.